# Internationale Filmfestspiele von Cannes 1955
Die 8. Internationalen Filmfestspiele von Cannes 1955 fanden vom 26. April bis zum 10. Mai 1955 statt.

## Wettbewerb
Folgende Filme wurden in diesem Jahr im Wettbewerb gezeigt:
| Filmtitel                              | Regisseur                       | Produktionsland        | Darsteller (Auswahl)                              |
| Biraj Bahu                             | Bimal Roy                       | Indien                 |                                                   |
| Boot Polish                            | Prakash Arora                   | Indien                 |                                                   |
| Carmen Jones                           | Otto Preminger                  | USA                    | Dorothy Dandridge, Harry Belafonte                |
| Det brenner i natt!                    | Arne Skouen                     | Norwegen               |                                                   |
| Le Dossier noir                        | André Cayatte                   | Frankreich, Italien    | Lea Padovani, Jean-Pierre Grenier, Bernard Blier  |
| Das Ende einer Affaire                 | Edward Dmytryk                  | USA                    | Deborah Kerr, Van Johnson, John Mills             |
| Un Extraño en la escalera              | Tulio Demicheli                 | Mexiko, Kuba           |                                                   |
| Die Helden vom Schipka-Pass            | Sergei Dmitrijewitsch Wassiljew | Sowjetunion, Bulgarien |                                                   |
| Das Gold von Neapel                    | Vittorio De Sica                | Italien                | Silvana Mangano, Sophia Loren, Eduardo De Filippo |
| Eine große Familie                     | Iossif Cheifiz                  | Sowjetunion            | Pawel Kadotschnikow                               |
| Das Geheimnis des Marcellino           | Ladislao Vajda                  | Spanien, Italien       |                                                   |
| Hayat ou maut                          | Kamal El Sheikh                 | Ägypten                |                                                   |
| Höhe 24 antwortet nicht                | Thorold Dickinson               | Israel                 |                                                   |
| Die Hundsköpfe                         | Martin Frič                     | Tschechoslowakei       |                                                   |
| Im Zeichen der Venus                   | Dino Risi                       | Italien                | Sophia Loren, Franca Valeri, Vittorio De Sica     |
| Jedda                                  | Charles Chauvel                 | Australien             |                                                   |
| Jenseits von Eden                      | Elia Kazan                      | USA                    | James Dean, Julie Harris, Raymond Massey          |
| Liliomfi                               | Károly Makk                     | Ungarn                 |                                                   |
| Ludwig II: Glanz und Ende eines Königs | Helmut Käutner                  | Deutschland            | O. W. Fischer, Ruth Leuwerik, Marianne Koch       |
| Ein Mädchen vom Lande                  | George Seaton                   | USA                    | Bing Crosby, Grace Kelly, William Holden          |
| Marty*                                 | Delbert Mann                    | USA                    | Ernest Borgnine                                   |
| Die Mücke                              | Walter Reisch                   | Deutschland            | Hilde Krahl, Margot Hielscher, Gustav Knuth       |
| Onna no koyomi                         | Seiji Hisamatsu                 | Japan                  |                                                   |
| Raíces                                 | Benito Alazraki                 | Mexiko                 |                                                   |
| Rififi                                 | Jules Dassin                    | Frankreich             | Jean Servais, Carl Möhner                         |
| Romeo und Julia                        | Leo Arnstam                     | Sowjetunion            | Galina Ulanowa                                    |
| Samba Fantástico                       | Jean Manzon, René Persin        | Brasilien              | Dokumentarfilm                                    |
| Die Samurai-Sippe der Taira            | Kenji Mizoguchi                 | Japan                  |                                                   |
| Stadt in Angst                         | John Sturges                    | USA                    | Spencer Tracy, Robert Ryan                        |
| Stella                                 | Michael Cacoyannis              | Griechenland           | Melina Mercouri                                   |
| Der verlorene Kontinent                | Enrico Gras, Giorgio Moser      | Italien                | Dokumentarfilm                                    |
| Voller Wunder ist das Leben            | Carol Reed                      | Großbritannien         | Celia Johnson, Diana Dors                         |

* = Goldene Palme

## Internationale Jury
Der Jury-Präsident des diesjährigen Festivals war der französische Schriftsteller und Regisseur Marcel Pagnol. Er stand folgender Jury vor: Anatole Litvak (Regisseur), Isa Miranda (Schauspielerin), Jacques-Pierre Frogerais (Filmproduzent), Jean Nery (Filmkritiker), Juan Antonio Bardem (Regisseur), Leonard Mosley (Journalist), Leopold Lindtberg (Regisseur), Marcel Achard (Schriftsteller) und Sergei Jutkewitsch (Regisseur).

## Preisträger
1955 wurde erstmals die Goldene Palme vergeben:
- Goldene Palme: Marty von Delbert Mann
- Sonderpreis der Jury: Der verlorene Kontinent
- Bester Regisseur: Sergej Wassiljew und Jules Dassin
- Bester Schauspieler: Spencer Tracy in Stadt in Angst und Boris Andrejew, Alexei Batalow, Boris Bitjukow, Nikolai Grizenko, Pawel Kadotschnikow, Boris Kokowkin, Sergei Kurilow, Sergei Lukjanow, Wadim Medwedjew und Nikolai Sergejew für Eine große Familie
- Beste Schauspielerin: Ija Arepina, Jelena Dobronrawowa, Vera Kusnezowa, Larissa Kronberg, Klara Lutschko und Jekaterina Sawinowa in Eine große Familie
- Bestes Filmdrama: Jenseits von Eden
- Bester lyrischer Film: Romeo und Julia